# Le Claux
Le Claux är en kommun i departementet Cantal i regionen Auvergne-Rhône-Alpes i mitten av Frankrike. Kommunen ligger  i kantonen Murat som ligger i arrondissementet Saint-Flour. År 2022 hade Le Claux 161 invånare.

## Befolkningsutveckling
Antalet invånare i kommunen Le Claux
Referens:INSEE